# Abc-Vermutung
Die abc-Vermutung ist eine 1985 von Joseph Oesterlé und David Masser aufgestellte mathematische Vermutung. Dabei geht es um den gemeinsamen Inhalt an Primfaktoren von Tripeln zueinander teilerfremder natürlicher Zahlen, bei denen die dritte die Summe der beiden anderen ist. Sie beschreibt in präziser Form das Phänomen, dass das Produkt aller in einem solchen Tripel auftretenden verschiedenen Primfaktoren generell nicht oder nur unwesentlich kleiner als die größte Zahl des Tripels ist. Der additive Zusammenhang eines Tripels erzwingt demnach eine starke Einschränkung für die multiplikative Struktur der Tripel-Zahlen.
Heuristisch beruht die abc-Vermutung darauf, dass natürliche Zahlen mit zahlenmäßig vielen mehrfach auftretenden Primfaktoren – sogenannte hochpotente oder auch „reiche“ Zahlen – vergleichsweise selten vorkommen. In Anlehnung an eine Definition von Barry Mazur kann eine natürliche Zahl als multiplikativ hochpotent bezeichnet werden, wenn ihre Binärdarstellung wesentlich länger ist als die Binärdarstellung ihres größten quadratfreien Teilers, also des Produktes aller enthaltenen verschiedenen Primfaktoren. Dann besagt die abc-Vermutung für zwei teilerfremde hochpotente Zahlen {\displaystyle n_{1}} und {\displaystyle n_{2}}, dass weder ihre Summe {\displaystyle n_{1}+n_{2}} noch ihre Differenz {\displaystyle n_{1}-n_{2}} hochpotent sein kann, eventuell mit Ausnahmen, wenn {\displaystyle \max(n_{1},n_{2})} klein ist.
Die Vermutung ist bisher weder bewiesen noch widerlegt, sie gilt aber wegen ihrer Schwierigkeit, und mehr noch wegen ihrer Bedeutung, als prominenter Nachfolger der gelösten Fermatschen Vermutung (neuer „Heiliger Gral“). Dorian Goldfeld bezeichnete sie sogar als wichtigstes ungelöstes Problem der diophantischen Analysis. Es ist bereits eine Vielzahl weitreichender zahlentheoretischer Aussagen bekannt, die aus der Gültigkeit der abc-Vermutung folgen würden.

## Formulierung
Ein Tripel {\displaystyle (a,b,c)} heißt abc-Tripel, wenn {\displaystyle a} und {\displaystyle b} teilerfremde positive ganze Zahlen sind und {\displaystyle c=a+b} ihre Summe ist. Aufgrund elementarer Eigenschaften der Teilbarkeitsbeziehung ist {\displaystyle c} sowohl zu {\displaystyle a} als auch zu {\displaystyle b} teilerfremd.
Das Radikal {\displaystyle \operatorname {rad} (n)} einer positiven ganzen Zahl {\displaystyle n} ist das Produkt der unterschiedlichen Primfaktoren von {\displaystyle n}. Primfaktoren, die in der Primfaktorzerlegung von {\displaystyle n} mehrfach vorkommen, werden bei der Berechnung von {\displaystyle \operatorname {rad} (n)} nur einmal berücksichtigt. Beispielsweise ist
{\displaystyle \operatorname {rad} (600)=\operatorname {rad} (2^{3}\cdot 3\cdot 5^{2})=2\cdot 3\cdot 5=30}
Gilt für ein abc-Tripel die Ungleichung
{\displaystyle \operatorname {rad} (abc)\leq c},
so wird es als abc-Treffer bezeichnet. Beispiele sind (1, 8, 9), (5, 27, 32), (32, 49, 81) und das von Éric Reyssat gefundene Tripel {\displaystyle (2,\,3^{10}\!\cdot \!109,\,23^{5})=(2,\,6436341,\,6436343)} mit {\displaystyle \operatorname {rad} (abc)=2\!\cdot \!3\!\cdot \!23\!\cdot \!109=15042}, für das der Quotient {\displaystyle \log c/\!\log \operatorname {rad} (abc)=1{,}62991\ldots } besonders groß ist. abc-Treffer sind selten. Unter den 15,2 Millionen abc-Tripeln mit {\displaystyle c<10.000} gibt es nur 120 abc-Treffer und unter den 380 Millionen abc-Tripeln mit {\displaystyle c<50.000} gibt es 276. Sander Dahmen bewies 2006 eine untere Abschätzung für die Anzahl der abc-Treffer bis zu einer gegebenen Schranke und bestätigte damit, dass unendlich viele existieren, allerdings sagt seine Formel lediglich etwa eine Million abc-Treffer unterhalb {\displaystyle 10^{83}} vorher (und unterschätzt deren Anzahl damit erheblich).
Das weltweite Projekt ABC@Home (begonnen 2007) erstellte durch verteiltes Rechnen eine vollständige Liste aller abc-Treffer für {\displaystyle c<2^{63}\approx 9{,}22\cdot 10^{18}}. Es fand 23.827.716 abc-Treffer. Die erste Etappe mit {\displaystyle c<10^{18}} wurde im November 2011 mit 14.482.065 Tripeln abgeschlossen, in den Jahren 2012 bis 2015 wurden 9.345.651 weitere abc-Treffer mit {\displaystyle 10^{18}\leq c<2^{63}\approx 9{,}22\cdot 10^{18}} gefunden. Das Projekt wurde durch die Programmierung eines Algorithmus möglich, der den Aufwand zur Ermittlung aller abc-Treffer mit {\displaystyle c\leq N} vom offensichtlichen proportional zu {\displaystyle N^{2}} auf nahezu proportional zu {\displaystyle N^{2\;\!\!/3}} Rechenschritte reduzierte.
Masser bewies, dass das Verhältnis  {\displaystyle {\tfrac {\operatorname {rad} (abc)}{c}}} beliebig klein werden kann, obwohl es meist größer als 1 ist. Er formulierte allerdings mit Oesterlé eine erweiterte abc-Vermutung, dass {\displaystyle {\tfrac {(\operatorname {rad} (abc))^{s}}{c}}} für jedes {\displaystyle s>1} eine positive untere Schranke besitzt, sei {\displaystyle s} auch nur ein beliebig kleines {\displaystyle \varepsilon } größer als {\displaystyle 1}.
Genauer formuliert lautet diese abc-Vermutung:
Für jedes reelle {\displaystyle \varepsilon >0} existiert eine Konstante {\displaystyle K_{\varepsilon }}, so dass für alle Tripel teilerfremder positiver ganzer Zahlen {\displaystyle a,\,b,\,c} mit {\displaystyle \,a+b=c} die folgende Ungleichung gilt:
{\displaystyle c<K_{\varepsilon }\,(\operatorname {rad} (abc))^{1+\varepsilon }}.
Die Vermutung wird für {\displaystyle \varepsilon >0} formuliert, da sie für {\displaystyle \varepsilon =0} wie erwähnt nachweislich falsch ist.
Man kann die Vermutung auch für beliebige positive oder negative ganze Zahlen {\displaystyle a,\,b,\,c} formulieren und hat dann nur auf der linken Seite der Ungleichung {\displaystyle \,c} durch {\displaystyle \,\max(|a|,|b|,|c|)} zu ersetzen.
Eine andere, äquivalente Formulierung der Vermutung wird unten gegeben.

## Formel für explizit bestimmbareabc-Treffer mit b=342m+27
Für Zahlen der Form {\displaystyle b=3^{42m+27}} gibt es {\displaystyle n} Zahlen {\displaystyle a_{k}=2^{21k+18}} mit {\displaystyle \,0\leq k<n}, die mit {\displaystyle b} einen abc-Treffer {\displaystyle (a_{k},\;\!b,\;\!a_{k}+b)} bilden.
Damit alle {\displaystyle a_{0}\ldots a_{n-1}<b} sind, wählt man
{\displaystyle m>{\frac {\ln 2}{2\,\ln 3}}(n-1)+{\frac {3\,\ln 2}{7\,\ln 3}}-{\frac {9}{14}}={\frac {\ln 2}{2\,\ln 3}}n-{\frac {1}{14}}{\Big (}9+{\frac {\ln 2}{\ln 3}}{\Big )}\approx 0{,}315465\,n-0{,}656994},
so dass {\displaystyle b>2^{21(n-1)+18}} sichergestellt ist. Für {\displaystyle n=316} ergibt dies z. B. {\displaystyle m\geq 99}  ({\displaystyle a_{315}=5{,}3\ldots \cdot 10^{1996},\ b=5{,}6\ldots \cdot 10^{1996}}).
| m | n  | {\displaystyle a_{0}=2^{18}} ... {\displaystyle a_{n-1}=2^{21(n-1)+18}}                                   | {\displaystyle b=3^{42m+27}}                |
| - | -- | --- | ------------------------------------------- |
| 0 | 2  | 262.144 549.755.813.888                                                                                   | 7.625.597.484.987                           |
| 1 | 5  | ... 1.152.921.504.606.846.976 2.417.851.639.229.258.349.412.352 5.070.602.400.912.917.605.986.812.821.504 | 834.385.168.331.080.533.771.857.328.695.283 |
| 2 | 8  | ..., ≈ 1,06 · 1037, ≈ 2,23 · 1043, ≈ 4,68 · 1049                                                          | ≈ 9,14 · 1052                               |
| 3 | 11 | ..., ≈ 9,81 · 1055, ≈ 2,06 · 1062, ≈ 4,31 · 1068                                                          | ≈ 9.99 · 1072                               |

Die Eigenschaft der Tripel, abc-Treffer zu sein, kann folgendermaßen gezeigt werden. Zunächst ist
{\displaystyle \operatorname {rad} (a_{k}b)=6}, also {\displaystyle \,\operatorname {rad} (a_{k}b\;\!c)=6\,\operatorname {rad} (c)}.
Berechnet man die Kongruenzen {\displaystyle c_{k}=a_{k}+b\ \equiv \ 2^{21k+18}+3^{42m+27}\operatorname {modulo} 49}, so erhält man
{\displaystyle (2^{21})^{k}\cdot 2^{18}+(3^{42})^{m}\cdot 3^{27}\ \equiv \ 1^{k}\cdot 43+1^{m}\cdot 6\ \equiv \ 0{\pmod {49}}}.

Somit ist {\displaystyle \,\operatorname {rad} (c_{k})\leq c_{k}/7} und {\displaystyle \,c_{k}>\operatorname {rad} (a_{k}b\;\!c_{k})}.

## Folgerungen und Varianten derabc-Vermutung

### Folgerungen aus derabc-Vermutung
Die Vermutung konnte bisher zwar nicht bewiesen werden, zieht allerdings eine Menge interessanter Konsequenzen nach sich. Viele gelöste und ungelöste diophantische Probleme lassen sich aus dieser Vermutung folgern. Insbesondere der sehr komplexe Beweis des Großen Fermatschen Satzes würde sich auf eine Seite reduzieren. Zu den Sätzen bzw. Vermutungen, die sich aus einem Beweis der abc-Vermutung ergeben würden, zählen:
- Satz von Thue-Siegel-Roth, wie Machiel van Frankenhuysen 1999 zeigte.
- Großer Fermatscher Satz
- Vermutung von Mordell (von Gerd Faltings bewiesen), wie Noam Elkies 1991 zeigte. Die Vermutung behauptet die Endlichkeit der Anzahl von Punkten einer algebraischen Kurve vom Geschlecht größer 1 über einem Zahlkörper K. Aus der abc-Vermutung folgt sogar eine Schranke für die Größe (genauer der sogenannten Höhe) der Punkte auf den Kurven über K (in Abhängigkeit von der in der abc-Vermutung auftretenden Konstante). Die abc-Vermutung liefert also eine effektive Version der Mordellvermutung, im Gegensatz zu den bis heute bekannten Beweisen.[10]
- Erdős-Woods-Vermutung (M. Langevin 1993)
- Catalansche Vermutung
- Fermat-Catalan-Vermutung
- die Existenz von unendlich vielen Nicht-Wieferich-Primzahlen. Allgemeiner zeigte Joseph Silverman 1988, dass aus der abc-Vermutung folgt, dass es für {\displaystyle a\in \mathbb {Q} ^{\times }}, {\displaystyle a\neq \pm 1}, unendlich viele Primzahlen {\displaystyle p} gibt, für die {\displaystyle a^{p-1}-1} nicht durch {\displaystyle p^{2}} teilbar ist.
- die schwache Form der Hall-Vermutung, die eine asymptotische untere Schranke für den Betrag der Differenz von Kubikzahlen und Quadratzahlen liefert.
- die Vermutung von Lucien Szpiro (eine Ungleichung zwischen Führer und Diskriminante elliptischer Kurven über den rationalen Zahlen). Diese Vermutung ist sogar äquivalent zur abc-Vermutung.[11] Genauer handelt es sich um die verallgemeinerte Szpiro-Vermutung (siehe unten).
- die Pillai-Vermutung von S. S. Pillai.
- eine effektive Form von Siegels Theorem über ganzzahlige Punkte auf algebraischen Kurven.[12]

Szpiro’s Vermutung in der Theorie elliptischer Kurven folgt aus der abc-Vermutung, wie Oesterlé und Nitaj zeigten. Die Vermutung lautet: Für jedes {\displaystyle \epsilon >0} gibt es eine Konstante {\displaystyle C(\epsilon )>0} so dass für jede elliptische Kurve mit minimaler Diskriminante {\displaystyle \Delta } und Führer {\displaystyle N} gilt:
{\displaystyle |\Delta |<C(\epsilon )N^{6+\epsilon }}
Die verallgemeinerte Szpiro-Vermutung, die äquivalent zur abc-Vermutung ist, lautet: Für jedes {\displaystyle \epsilon >0} und {\displaystyle M>0} gibt es eine Konstante {\displaystyle C(\epsilon ,M)>0}, so dass für alle ganze Zahlen {\displaystyle x,y}, für die {\displaystyle D=4x^{3}-27y^{2}\neq 0} und der größte Primfaktor von {\displaystyle x},{\displaystyle y} kleiner gleich {\displaystyle M} ist, gilt:
{\displaystyle \mathrm {max} (|x^{3}|,y^{2},|D|)<C(\epsilon ,M){\operatorname {rad} (D)}^{6+\epsilon }}
Als Beispiel wird die abc-Vermutung auf den großen Fermatschen Satz angewandt, dass
{\displaystyle x^{n}+y^{n}=z^{n}}
keine Lösung in positiven ganzen Zahlen {\displaystyle x,y,z} (die als relativ prim angenommen werden) hat für {\displaystyle n>2}
Setzt man in der Ungleichung der abc-Vermutung {\displaystyle \,a=x^{n},b=y^{n},c=z^{n}} ein und benutzt
{\displaystyle \operatorname {rad} (x^{n}y^{n}z^{n})=\operatorname {rad} (xyz)\leq xyz<z^{3}},
lautet die Ungleichung dann:
{\displaystyle z^{n}\leq K_{\varepsilon }(z^{3})^{1+\epsilon }}
Ersetzt man in dieser Ungleichung {\displaystyle \varepsilon } durch {\displaystyle \varepsilon /3}, dann hat man für {\displaystyle n>3+\varepsilon } eine obere Schranke für z:
{\displaystyle z^{n-3-\varepsilon }\leq K_{\epsilon /3}}
Das heißt, die Fermat-Gleichung kann nur endlich viele Lösungen haben und ab einem bestimmten Wert des Exponenten {\displaystyle n}, der nur von {\displaystyle K_{\varepsilon /3}} abhängt, das durch die abc-Vermutung gegeben wäre, überhaupt keine Lösung mehr, da {\displaystyle z>1}. Man braucht nur alle Fälle {\displaystyle n} bis zu dieser Grenze mit anderen Methoden zu überprüfen, um die Fermat-Vermutung zu beweisen (für eine große Zahl von Exponenten {\displaystyle n} war das Zutreffen der Vermutung schon vor dem Beweis von Andrew Wiles bekannt).

### Spezielle Formen derabc-Vermutung und schwacheabc-Vermutung
1996 schlug Alan Baker eine Verschärfung der Vermutung vor und präzisierte sie 2004. Während {\displaystyle r=\mathrm {rad} (abc)} die Gesamtgröße der multiplikativen Bausteine der am Tripel beteiligten Zahlen kennzeichnet, ist die Anzahl ihrer verschiedenen Primfaktoren {\displaystyle \omega =\mathrm {\omega } (abc)} ein Maß für ihre Detailliertheit. Baker vereinigte beide Maße und gelangte zu einer abc-Vermutung mit einer absoluten, von {\displaystyle \varepsilon } unabhängigen, Konstanten {\displaystyle c_{0}}
{\displaystyle c<c_{0}\,(\varepsilon ^{-\omega }r)^{1+\varepsilon }}.
Wenn man darin berücksichtigt, dass die rechte Seite ein Minimum etwa bei {\displaystyle \varepsilon ={\tfrac {\omega }{\log \,r}}} besitzt, und nach der Ersetzung {\displaystyle \omega ^{\omega }} im Nenner nach unten durch {\displaystyle \omega !} abschätzt, erhält man eine von {\displaystyle \varepsilon } freie Version
{\displaystyle c<c_{1}\,r\,{\frac {(\log \,r)^{\omega }}{\omega !}}}, {\displaystyle \,\,c_{1}} eine absolute Konstante.
Andrew Granville bemerkte, dass der letzte Faktor nahezu äquivalent zu Θ(r) ist, der Anzahl der natürlichen Zahlen bis r, die nur durch Primfaktoren von r teilbar sind. Damit ergibt sich seine Vermutung zu
{\displaystyle c<c_{2}\,r\,\Theta (r)}, {\displaystyle \,\,c_{2}} eine absolute Konstante.
Eine Untersuchung an den damals 196 bekannten extremalen abc-Tripeln zeigte, dass vermutlich {\displaystyle c_{1}={\tfrac {6}{5}}} und {\displaystyle c_{2}=24} gewählt werden kann. Eventuell muss der zweite Wert anhand neuerer numerischer Ergebnisse noch leicht modifiziert werden.
Es gibt auch schwächere Formen der abc-Vermutung, die man zu beweisen versucht. Wird in der ursprünglichen Formulierung der abc-Vermutung {\displaystyle K_{\epsilon }} und {\displaystyle \epsilon } gleich 1 gesetzt, hat man eine Variante der schwachen abc-Vermutung (mit denselben Voraussetzungen an die abc-Tripel wie oben):
{\displaystyle c\leq {(\mathrm {rad} (abc))}^{2}}
Aus dieser Variante folgt sofort (durch eine ähnliche Argumentation wie oben) die Gültigkeit der Fermat-Vermutung für Potenzen größer als fünf. Allgemeiner wird die schwache abc-Vermutung häufig über eine etwas andere Formulierung der abc-Vermutung eingeführt.
Sei {\displaystyle q={\tfrac {\log(c)}{\log(\mathrm {rad} (abc))}}} die Qualität (auch Potenz, abc-ratio) eines ({\displaystyle a,b,c})-Tripels, also die Lösung von {\displaystyle r^{q}=c} mit {\displaystyle r=\mathrm {rad} (abc)} und damit ein Maß des Überschusses von c über den gemeinsamen „Primzahlinhalt“ r des Tripels. Umfangreiche numerische Suche, zum Beispiel in dem ABC@Home-Projekt, hat bisher einen maximalen Wert von etwa {\displaystyle 1{,}63} für q ergeben (gefunden von Eric Reyssat, s. o.). Insgesamt konnten in 34 Jahren lediglich 241 abc-Tripel mit einer Qualität {\displaystyle >\!1{,}4} entdeckt werden. Die eigentliche abc-Vermutung, auch starke abc-Vermutung genannt, besagt dann, dass
{\displaystyle q>d} für ein beliebiges {\displaystyle \,d>1} nur endlich viele Lösungen hat.
Der Wert 1 ist dabei die bestmögliche untere Grenze für {\displaystyle d}. Setzt man {\displaystyle d=1}, gibt es unendlich viele Lösungen. Aber schon ein beliebig kleiner Wert über 1 bewirkt nach der starken abc-Vermutung, dass die Anzahl der Lösungen endlich ist.
Die schwache abc-Vermutung besagt, dass {\displaystyle q} eine obere Schranke hat. In dem oben angegebenen Spezialfall war die obere Schranke 2 vermutet worden. Aus der starken abc-Vermutung folgt die Gültigkeit der schwachen abc-Vermutung, aber nicht umgekehrt.
In symmetrischer Form lässt sich die Vermutung auch als Aussage des Verhältnisses der Höhe {\displaystyle H(a,b,c)=\max(|a|,|b|,|c|)}, die die Größe der beteiligten Zahlen misst, zum Radikal {\displaystyle R(a,b,c)} ausdrücken, das den Primzahlinhalt misst. Dann besagt die starke abc-Vermutung, dass {\displaystyle a+b=c} für jedes {\displaystyle \varepsilon >0} nur endlich viele teilerfremde Lösungen {\displaystyle a}, {\displaystyle b}, {\displaystyle c} hat mit:
{\displaystyle R(a,b,c)\leq {H(a,b,c)}^{1-\varepsilon }}
Jeffrey Lagarias und Kannan Soundararajan stellten der abc-Vermutung eine „xyz-Vermutung“ zur Seite für den Fall, dass alle Primfaktoren des Radikals {\displaystyle \mathrm {rad} (xyz)} eines Tripels {\displaystyle (x,y,z)} durch eine kleine Konstante S (Glattheit, Smoothness) beschränkt sind, das heißt {\displaystyle S=\max \lbrace p:p|x,y,z\rbrace }. Sie besagt, dass für {\displaystyle \alpha >3/2} nur endlich viele abc-Tripel existieren mit {\displaystyle \log S/\log \log z\geq \alpha }.

B. de Weger ermittelte hierzu in den Ergebnissen des ABC@Home-Projektes dasjenige Tripel mit S = 43 und (vermutlich) größtem z als
{\displaystyle 13^{11}+2\cdot 3^{9}\cdot 5\cdot 23^{6}\cdot 29\cdot 37=7^{4}\cdot 11\cdot 17^{3}\cdot 19^{4}\cdot 43^{2}.} (mit der Qualität 1,2676)
Conrey, Holmstrom und McLaughlin fanden darin als Tripel mit maximalem Glattheitsindex {\displaystyle \log c/\log S}
{\displaystyle 5^{3}\cdot 23^{3}\cdot 41^{5}+2^{10}\cdot 3^{7}\cdot 7^{6}\cdot 13^{3}\cdot 17^{2}\cdot 19=11^{4}\cdot 31\cdot 37^{4}\cdot 43^{3}\cdot 47.} (mit der Qualität 1,1333)

### Weitere Bewertungen einesabc-Treffers
Bereits 1986 zeigten Cameron L. Stewart und Robert Tijdeman, dass die „Qualitäts“-Bewertung der abc-Treffer (mit den Bezeichnungen {\displaystyle c=c(a,b,c)} und {\displaystyle r=\mathrm {rad} (abc)}, {\displaystyle a<b<c})
{\displaystyle q(a,b,c)={\frac {\log \,c}{\log \,r}}}
für wachsendes {\displaystyle r} nicht zu schnell gegen 1 konvergieren kann und damit erneut, dass es kein {\displaystyle K_{\varepsilon }} für {\displaystyle \varepsilon =0} gibt. Sie bewiesen die Existenz von unendlich vielen abc-Tripeln mit
{\displaystyle \log \,c-\log \,r>h_{1}\,{\frac {\sqrt {\log \,r}}{\log \,\log \,r}}\,} für jedes {\displaystyle h_{1}<4}.
Im Jahre 2000 verschärfte Machiel van Frankenhuysen diese Aussage mit {\displaystyle h_{1}=6{,}07\dots } Das legt nahe zu untersuchen, ob ein gegebenes Tripel mit der Bewertung
{\displaystyle q_{1}(a,b,c)=(\log \,c-\log \,r)\,{\frac {\log \,\log \,r}{\sqrt {\log \,r}}}}
die Schranke {\displaystyle h_{1}} übersteigt oder nicht, und die Verteilung der gefundenen extremalen Beispiele zu analysieren. Folgende theoretische (heuristische) Überlegungen lassen vermuten, dass diese Bewertung auf der Menge der abc-Treffer unbeschränkt groß werden kann.
Aus bewiesenen Ergebnissen über die Verteilung der natürlichen Zahlen {\displaystyle n} mit {\displaystyle \operatorname {rad} (n)} unterhalb einer gegebenen Schranke und aus (begründeten und vielfach bestätigten, aber unbewiesenen) Annahmen über die Zufälligkeit der Primfaktorzerlegung in unstrukturierten Mengen natürlicher Zahlen konnte van Frankenhuysen die strengere untere Abschätzung mit kleinerem Nenner
{\displaystyle \log \,c-\log \,r>h_{2}\,{\sqrt {\frac {\log \,r}{\log \,\log \,r}}}\,\,\,} gilt unendlich oft
herleiten. Je nach Ansatz kann man ein {\displaystyle h_{2}<4} bzw. ein {\displaystyle h_{2}<4\,{\sqrt {3}}} wählen, das konnte nicht geklärt werden. Die zweite Variante wurde ebenfalls von C. L. Stewart und G. Tenenbaum gefunden (2007, vgl.) und mit Olivier Robert 2014 verschärft. Eine einfache Umformung lässt daraus die elegante Bewertung „merit“
{\displaystyle q_{2}(a,b,c)=(q\,-\,1)^{2}\,\log \,r\,\log \,\log \,r}
als quadriertes Analogon zu {\displaystyle q_{1}} mit der angestrebten Testgröße {\displaystyle h_{2}^{2}} ansetzen.
Das derzeitige Weltrekord-Tripel bezüglich beider Bewertungen mit {\displaystyle q_{1}=12{,}94882\,(>2\,h_{1}!)\,} und {\displaystyle q_{2}=38{,}66573\,} wurde am 28. Oktober 2011 von Ralf Bonse entdeckt und lautet
{\displaystyle a=2543^{4}\cdot 182587\cdot 2802983\cdot 85813163}, ({\displaystyle a} ist offensichtlich nicht multiplikativ hochpotent)
{\displaystyle b=2^{15}\cdot 3^{77}\cdot 11\cdot 173},
{\displaystyle c=5^{56}\cdot 245983}.
Von besonderem Interesse sind solche abc-Tripel, die den Abfall der Qualität mit wachsendem Betrag von {\displaystyle c} nach unten beschränken. Ein abc-Tripel heißt (englisch) „unbeaten“ (dt. sinngemäß „unübertroffen“), wenn jedes bekannte abc-Tripel mit größerem {\displaystyle c} eine kleinere Qualität aufweist.

### abc-Vermutung für Polynome
Wilson Stothers und Richard Mason bewiesen 1983 unabhängig voneinander folgenden, bis dato unbekannten Satz für Polynome:
Seien {\displaystyle \,f,g,h} teilerfremde, nicht-konstante Polynome mit {\displaystyle \,f=g+h}. Dann ist
{\displaystyle \max(\operatorname {grad} (f),\operatorname {grad} (g),\operatorname {grad} (h))\leq N_{0}(fgh)-1}
wobei {\displaystyle \,N_{0}(f)} die Anzahl der verschiedenen Nullstellen von {\displaystyle f} ist. Das ist gewissermaßen das „Funktionenkörper“-Analogon der abc-Vermutung. Sein Beweis ist relativ einfach und wie auch im Fall der abc-Vermutung folgt daraus z. B. der Fermatsche Satz für Polynome. Die Übersetzung vom Polynom-Fall in die abc-Vermutung für ganze Zahlen erfolgt dadurch, dass man {\displaystyle \,N_{0}(f)=\operatorname {Grad} (\operatorname {rad} (f))} setzt, wobei {\displaystyle \,\operatorname {rad} (f)} das Produkt der „Primfaktoren“ {\displaystyle (x-a)} von {\displaystyle f} ist, erstreckt sich über alle Wurzeln {\displaystyle a} von {\displaystyle f}, und den Grad durch sein Analogon den Logarithmus ersetzt (da {\displaystyle \operatorname {grad} (f\,g)=\operatorname {grad} (f)+\operatorname {grad} (g)} ).
Diese „Modell“-Version der abc-Vermutung war allerdings nicht die unmittelbare Motivation für die Vermutung durch Oesterlé und Masser. Das Motiv für die Vermutung ergab sich auch nicht aus numerischen Rechnungen, sondern vielmehr aus tiefliegenden Untersuchungen über elliptische Kurven in der Zahlentheorie, die sich teilweise in der verwandten Vermutung von Lucien Szpiro widerspiegeln (s. o.).

### Teilergebnisse
Bisher wurden folgende Ungleichungen für c und rad(abc) bewiesen:
1986, C.L. Stewart und R. Tijdeman:
{\displaystyle c<\exp {(C_{1}\,\operatorname {rad} (abc)^{15})},}
1991, C.L. Stewart und Kunrui Yu:
{\displaystyle c<\exp {(C_{2}\,\operatorname {rad} (abc)^{2/3+\epsilon })},}
1996, C.L. Stewart und Kunrui Yu:
{\displaystyle c<\exp {(C_{3}\,\operatorname {rad} (abc)^{1/3+\epsilon })},}
wobei C1 eine feste Konstante ist und C2 sowie C3 positive leicht berechenbare Konstanten in Abhängigkeit von ε.

## Beweisversuche
Im August 2012 veröffentlichte Shin’ichi Mochizuki einen möglichen Beweis, der derzeit geprüft wird. Mochizuki ging von der zur abc-Vermutung äquivalenten Vermutung von Szpiro über elliptische Kurven aus und wandte umfangreiche, von ihm erst jüngst neu entwickelte und bislang nur wenigen bekannte Konzepte und Methoden an. Im März 2015 wurde an seinem Institut in Kyoto ein zwölftägiger Workshop über die Inter-Universale Teichmüller Theory durchgeführt, und das Clay Mathematics Institute führte im Dezember 2015 einen weiteren fünftägigen Workshop durch. Der Beweis hat aber auch sechs Jahre nach seiner Veröffentlichung die meisten Spezialisten nicht überzeugt, und die Korrektheit wird von prominenten Mathematikern bezweifelt. Jakob Stix und Peter Scholze gaben 2018 bekannt, eine fundamentale Lücke im Beweis von Mochizuki ausgemacht zu haben. Mochizuki hält weiter an seinem Beweis fest. Am 3. April 2020 berichtete Nature, dass sein 600 Seiten umfassender Beweis vom Journal Publications of the RIMS zur Veröffentlichung angenommen wurde. Mochizuki ist selbst Chefredakteur des Journals. Scholze teilte in einer E-Mail an Nature mit, dass sich an seiner Kritik an dem Beweis nichts geändert habe; in einer im August 2021 erschienenen Rezension im mathematischen Referateorgan zbMATH bezeichnet er die vorgelegte Theorie dementsprechend als „klar unzureichend für einen Beweis der abc-Vermutung“. Der veröffentlichte Beweis ist gegenüber den Preprints im Wesentlichen unverändert und berücksichtigt die Kritik von Scholze und Stix nur in ein paar Anmerkungen. Die FAZ kommentierte dies dahingehend, dass die „offizielle Publikation des Beweises“ trotz der nicht ausgeräumten fachlichen Kritik „ein unerhörter Vorgang“ sei und damit „die Gültigkeit eines Stücks [...] bedeutsamer Mathematik nun eine Frage des Dafürhaltens“ sei.